# Angelo Donati
Angelo Donati (Modena, 3 febbraio 1885 – Parigi, 30 dicembre 1960) è stato un banchiere e filantropo italiano, nonché diplomatico della Repubblica di San Marino a Parigi.

## Biografia
Di religione ebraica, si distinse per la sua opera di salvataggio degli ebrei dalla persecuzione nazista nella parte di Francia occupata dagli italiani tra il 1942 ed il 1943.
Proveniva da una delle famiglie più importanti della Comunità Ebraica di Modena, le cui origini risalgono alla seconda metà del Cinquecento, quando Donato Donati, allora abitante a Finale Emilia, ottenne l'autorizzazione di introdurre negli Stati Estensi il grano saraceno.
Il padre di Angelo, Salvatore, fu imprenditore e cavaliere del lavoro dal 1914, tra i suoi sette fratelli, Lazzaro fu banchiere, Mandolino gerente della Conceria Pellami, Amedeo presidente del Collegio dei Ragionieri, Federico avvocato, Benvenuto ordinario di filosofia del diritto, Nino industriale dei cappelli di paglia a Firenze. Tra i cugini Donato divenne rettore dell'Università di Macerata, Mario chirurgo di fama mondiale, Pio avvocato e per due legislature deputato del Partito Socialista Italiano ed antifascista. Tra gli zii Lazzaro fu banchiere e dal 1911 al 1932 consigliere della Cassa di Risparmio delle Provincie Lombarde, Augusto fu avvocato e presidente del Pio Albergo Trivulzio e degli orfanotrofi dei Martinitt e Stelline dal 1900 alla sua morte improvvisa nel 1903. Il nipote Enrico Donati fu un importante artista surrealista.
Dopo essersi laureato in giurisprudenza e fatto pratica bancaria a Milano e Torino partì per il fronte nel maggio 1915, combatté in trincea con il grado di capitano di fanteria, nel 1916 divenne pilota e compì numerose missioni di guerra, poi fu inviato in Francia con compiti di collegamento tra l'esercito italiano e quello francese. Nel 1919 si stabilì a Parigi e divenne abile amministratore di società di ogni genere, sia in Italia che in Francia. Dal 1925 al 1932 fu Console generale della Repubblica di San Marino, dal 1932 al 1939 fu presidente della Camera di Commercio italiana di Parigi, carica che dovette lasciare per le leggi razziali contro gli ebrei. Fu insignito della onorificenza di Grand'Ufficiale della Corona d'Italia e di quella sammarinese di Commendatore dell'Ordine di Sant'Agata, mentre il Governo francese lo nominò nel 1936 Commendatore della Legion d'Onore.

## L'aiuto agli ebrei nel periodo 1942-1943
Nell'agosto 1940 Donati lasciò Parigi prima dell'ingresso delle truppe tedesche, si recò a Cauterets negli Alti Pirenei e poi a Marsiglia dove fu testimone di nozze del matrimonio del cugino Piero Sacerdoti con Ilse Klein il 14 agosto 1940 e si rifugiò a Nizza, che fu occupata dalle truppe italiane l'11 novembre 1942 insieme ai dipartimenti dell'Isère, Hautes-Alpes, Basses-Alpes, Alpes-Maritimes, Haute-Savoie, Var e Corsica, e parzialmente di Vaucluse e Drôme, in seguito allo sbarco alleato in Algeria e Marocco. A Nizza era direttore della Banca Franco-Italiana.
Dopo l'ingresso delle truppe italiane a Nizza Donati, che aggiungeva al prestigio personale anche buone relazioni e conoscenze negli ambienti militari e diplomatici italiani, prese in mano le sorti degli ebrei. Ogni mattina due membri del Comitato di aiuto ai rifugiati (“Comitato Dubouchage”) insieme al rabbino Saltiel gli portavano documenti, richiedevano visti, lasciapassare e discutevano con lui sui provvedimenti da adottare per la protezione degli ebrei nei Dipartimenti occupati.
Grazie alle informazioni avute da Donati, il console generale d'Italia Alberto Calisse riuscì ad opporsi efficacemente alle disposizioni delle autorità francesi per la deportazione degli ebrei in Polonia su pressione dei tedeschi, tanto che il “Comitato Dubouchage” stampò un documento con visto della sinagoga di cui la polizia francese doveva accettare la validità, perché legittimato dagli italiani.
Le proteste delle autorità tedesche a Roma spinsero Mussolini a creare il Regio Ufficio di Polizia Razziale a Nizza, affidato all'Ispettore Guido Lospinoso. Giunto a Nizza Lospinoso incontrò Donati, che gli espose la delicata situazione e gli fece capire di essere la persona meglio informata sui fatti.
Quando il Governo di Vichy, su pressione tedesca, ordinò al prefetto di Nizza, Marcel Rubière, di arrestare tutti gli ebrei stranieri della Costa Azzurra, il generale Averna di Gualtieri, che rappresentava il comando supremo italiano a Vichy, annullò tutti i provvedimenti contro gli ebrei presenti nella zona di occupazione italiana poiché “tali provvedimenti sono di esclusiva competenza della autorità militari di occupazione”.
Inoltre, dopo che due giovani della milizia francese avevano cercato di aggredire i fedeli che uscivano dal tempio ebraico, Barranco, capo della polizia italiana, fece proteggere la sinagoga da quattro carabinieri.
Queste azioni furono un modo tutto italiano per manifestare la propria indipendenza rispetto ai tedeschi, ma è ravvisabile l'azione instancabile, intelligente, da abile diplomatico di Donati. Tutti i telegrammi e informative tedesche esprimevano rabbia e indignazione.
Nonostante il mandato di cattura emesso dalla polizia tedesca per individuarlo e catturarlo, Donati continuò la sua opera di salvataggio: riuscì a far allontanare da Nizza più di 2.500 ebrei che furono trasferiti, evitando le zone occupate dai tedeschi, nella “residenza forzata” di Saint-Martin-Vésubie. Le autorità francesi avevano ricevuto l'ordine di non interferire nei trasferimenti. Sull'episodio il regista francese André Waksman ha girato il film per la televisione 1943, Le temps d'un répit, presentato a Parigi il 4 dicembre 2009.
L'attività di Donati a Nizza assunse contorni leggendari, il suo nome divenne un faro. Agli appartenenti alla milizia francese e ai suoi detrattori Donati era noto con il nome dispregiativo di “Papa degli ebrei”.

## Il piano di salvataggio del 1943
Nei primi mesi del 1943 Donati mise a punto un ambizioso piano per trasferire migliaia di ebrei dalla Francia del Sud alla Palestina, contando sul sostegno delle autorità italiane, del Vaticano e di quelle inglesi e americane e ne parlò a Roma all'inizio di agosto in Vaticano con gli ambasciatori inglese e americano presso la Santa Sede, Osborne e Titman, grazie all'opera instancabile e riservata del padre cappuccino francese Maria Benedetto, che si occupava della DELASEM (organizzazione di soccorso ebraica).
Il progetto prevedeva di far entrare in Italia il maggior numero possibile di profughi ebrei, che sarebbero poi stati trasportati in Nord-Africa con quattro navi (Duilio, Giulio Cesare, Saturnia, Vulcania) pagate dai fondi del Joint Committee ebraico. A Roma si stavano preparando i passaporti e il Governo Badoglio aveva individuato le località in cui sarebbero stati ospitati i profughi e aveva fornito assicurazioni sulla fattibilità dell'operazione, poiché dovevano trascorrere settimane prima che l'armistizio firmato il 3 settembre con gli alleati fosse reso noto, in modo che gli italiani potessero preparare la difesa dai tedeschi.
L'8 settembre invece il generale Eisenhower, senza informare il Governo italiano, comunicò la notizia dell'armistizio. Donati, che doveva tornare a Nizza per organizzare il trasferimento, rimase per fortuna bloccato a Firenze perché a Nizza la Gestapo lo stava aspettando per catturarlo, il suo appartamento fu devastato e svaligiato. Ricercato dai tedeschi anche in Italia, per tre mesi rimase nascosto, prima in Toscana e successivamente in Lombardia, poi riuscì a riparare in Svizzera il 14 ottobre del 1943 vicino a Stabio con alcuni nipoti.
Da Montreux, dove viveva, Donati si adoperò per appurare quale sorte toccasse ai correligionari deportati facendo intervenire la Croce Rossa Internazionale e incontrando a Berna il Nunzio Apostolico e diplomatici inglesi, americani e italiani.

## Il diplomatico 1945-1960

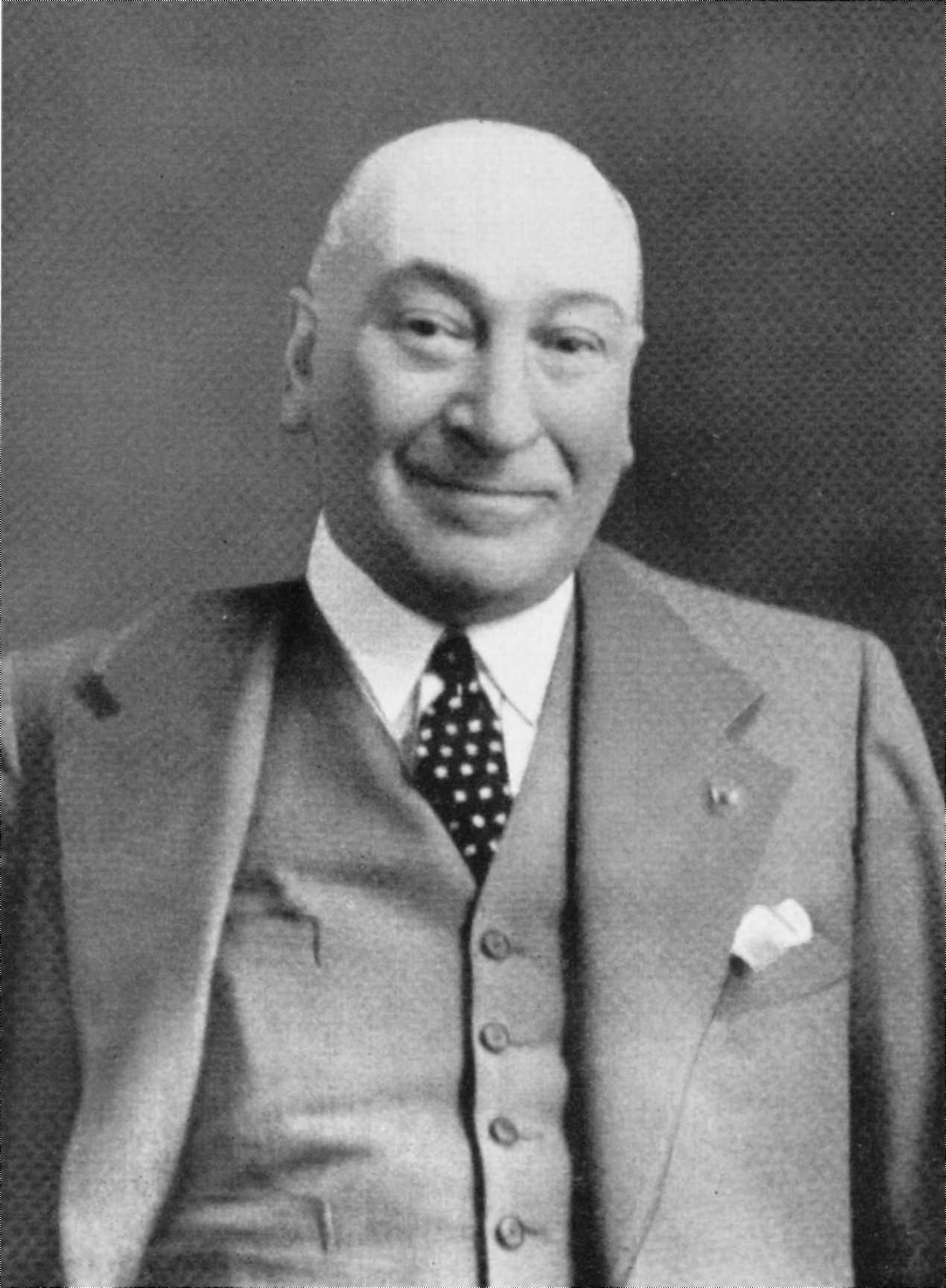
Angelo Donati negli anni Cinquanta

Nel 1945 il Governo Italiano invitò Donati a rientrare in Francia e lo nominò Delegato generale aggiunto della Croce Rossa.
In accordo con l'allora ambasciatore Italiano a Parigi Giuseppe Saragat, successivamente presidente della Repubblica Italiana, condusse le trattative con il Governo francese per l'assistenza e la liberazione dei prigionieri e degli internati civili italiani. Fu inoltre nominato Incaricato d'Affari della Repubblica di San Marino a Parigi e, nel novembre 1953, promosso Ministro plenipotenziario.
Grazie ai buoni rapporti intrattenuti con il Nunzio Apostolico a Parigi Angelo Roncalli (poi Papa Giovanni XXIII), intervenne nel 1953 nella soluzione dell'affare Finaly, due bambini ebrei che erano stati salvati dalla deportazione da suore cattoliche, ma che queste dopo la guerra non volevano restituire agli zii in quanto erano stati nel frattempo battezzati.
Donati rifiutò energicamente sia il ruolo d'eroe sia gli attestati di gratitudine ma ricevette attestati e lettere di riconoscenza dalle organizzazioni ebraiche di Nizza e singoli ebrei.
Adottò due bambini ebrei di otto e nove anni, Marianne e Rolf Spier, i cui genitori Carl e Hilde Spier, ebrei tedeschi, erano stati deportati dalla Francia e uccisi nei campi di concentramento nazisti. Il domestico di Donati, Francesco Moraldo, li nascose in Liguria a Creppo nel comune di Triora, suo paese di origine, dopo la fuga in Svizzera di Donati.
Il 27 gennaio 2004 il Comune di Modena, la Fondazione Cassa di Risparmio di Modena, l'Istituto Storico di Modena e la Comunità ebraica di Modena e Reggio Emilia organizzarono un convegno di studi in memoria di Angelo Donati ed una mostra fotografica.
Il 3 e 4 febbraio 2016 la città di Nizza ha organizzato delle celebrazioni in suo ricordo. Un appuntamento solenne, che si è aperto in sinagoga – alla presenza delle più alte autorità cittadine – per concludersi con lo svelamento di una targa commemorativa sulla importante via Promenade des Anglais all'angolo con Rue Cronstadt, di fronte all'Hôtel Négresco.

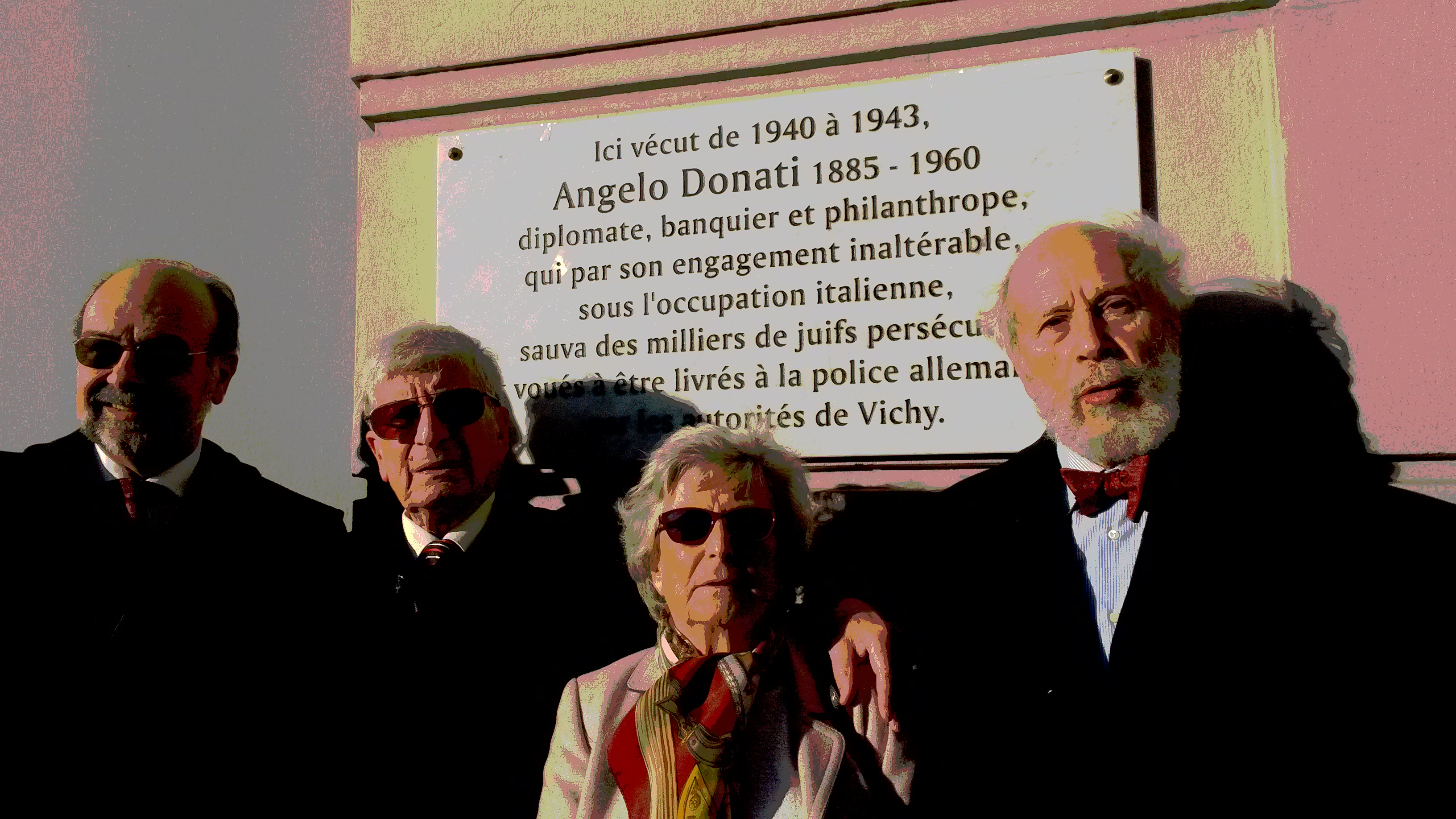
Targa in memoria di Angelo Donati a Nizza